# Biblioteca Handley
La biblioteca Handley es una biblioteca histórica ubicada en el número 100 de West Piccadilly Street en Winchester, Virginia, Estados Unidos. Finalizada en 1913, la construcción del edificio de estilo Beaux-Arts, fue financiada por un rico hombre de negocios de Pensilvania. El edificio es la sede principal del sistema de bibliotecas de Winchester: el Handley Regional Library System (Sistema de Bibliotecas Regionales de Handley). Fue incluida en el Registro Nacional de Lugares Históricos (NRHP) y el Registro de Monumentos de Virginia (VLR) en 1969.

## Historia
El juez John Handley, un magnate del carbón irlandésestadounidense y abogado de Scranton, Pensilvania, visitó Winchester varias veces y admiró la ciudad por su herencia escocesairlandesa. En su testamento, legó 250 000 dólares para que la ciudad construyera una biblioteca «para el uso gratuito de la gente de la ciudad de Winchester» y escuelas para los pobres. La construcción de la biblioteca, diseñada por los arquitectos neoyorquinos Barney y Chapman, no se inició hasta 1908. La ceremonia de colocación de la piedra angular el 26 de mayo estuvo precedida por un gran desfile. La construcción e instalaciones a prueba de incendios del edificio se consideraron avanzadas en el momento de su finalización. El costo total de la construcción y el mobiliario fue de 233 230 dólares. Se inauguró el 21 de agosto de 1913 e inicialmente contaba con una sala de conferencias de 300 asientos, salas de estudio y áreas de conferencias, C. Vernon Eddy fue su primer bibliotecario y ocupó ese puesto hasta 1960. Originalmente, solo a las personas blancas se les permitía visitar la biblioteca; en diciembre de 1953, las autoridades de la ciudad comenzaron a permitir que todos los residentes usaran las instalaciones, independientemente de su raza.
Se incluyó en el VLR el 9 de septiembre de 1969 y en el NRHP el 12 de noviembre de 1969. También está designada como una propiedad contribuidora al distrito histórico de Winchester, que figura en el NRHP en 1980. El estudio de arquitectura Smithey and Boynton de Roanoke diseñó una adición que se completó en 1979, que obtuvo el primer premio de honor del American Institute of Architects. Dennis Kowal Architects de Somerville, Nueva Jersey, preparó un plan completo de preservación histórica en 1997 y supervisó la restauración y rehabilitación integral en 1999. En 2001, Dennis Kowal recibió el premio Lucille Lozier de Preservation of Historic Winchester, Inc. por la «restauración sobresaliente» de la Biblioteca Regional de Handley.

## Arquitectura
El edificio de la biblioteca es «quizás la expresión más pura del majestuoso y florido clasicismo de Bellas Artes de Virginia». Fue diseñado para parecerse a un libro abierto, con la cúpula representando el lomo y las alas representando las tapas. De piedra caliza consta de una base octogonal y una cúpula central. Una entrada de tres arcos da a la intersección de las calles Braddock y Piccadilly. Dos alas flanquean la cúpula y cuentan con techos a una sola agua con buhardillas, balaustradas y columnatas jónicas. Varias ventanas y puertas están flanqueadas por pesados relieves de piedra con figuras y frutas.